# Hilton Amsterdam Hotel
Het Hilton Amsterdam is een hotel in Amsterdam. Het hotel is gevestigd aan de Apollolaan in Amsterdam-Zuid.

## Architectuur
Het gebouw werd in 1958 door de architect H.A. Maaskant ontworpen, in samenwerking met Architectenbureau De Vlaming en Salm.
Het hotel is gebouwd in een V-vorm, om te benadrukken dat hier twee belangrijke stedenbouwkundige assen bij elkaar komen: de Apollolaan en de Minervalaan. Aan de achterzijde heeft het hotel terrassen, en een jachthaven aan het Noorder Amstelkanaal. Berlage had bij zijn ontwerp voor Plan Zuid in 1917 de locatie (toen nog beoogd als August Allebéplein) bedoeld als noordelijke beëindiging van de Minervalaan met een plein met de Rijksacademie voor Beeldende Kunsten. Het terrein bleef echter tot de bouw van het Hilton onbebouwd.

## Gebeurtenissen in het hotel
- John Lennon en Yoko Ono hielden tijdens hun huwelijksreis de eerste zogenoemde bed-in for peace tussen 24 maart en 31 maart 1969. Zij lagen zeven dagen in bed in het Hilton om interviews te geven over wereldvrede. Zij verbleven destijds in kamer 702 en lounge 704.
- Op 2 december 1986 opende de Nationale Stichting Kansspelen een casino in de kelder van het hotel.[2] Toen in 1991 het nieuwe Holland Casino Amsterdam werd geopend, vertrok het casino uit het Hilton.
- De crimineel Klaas Bruinsma werd in 1991 gedood in de Breitnerstraat, naast het hotel. Rond 1990 ontmoetten de boven- en onderwereld elkaar in een bar in het Hilton, die toen bekendstond als Barretje Hilton.
- Op 11 juli 2001 pleegde de Nederlandse artiest en kunstenaar Herman Brood zelfmoord door van het dak van het hotel te springen. Ter nagedachtenis is er een bankje voor het hotel geplaatst.